# Gia
Gia là một phim truyền hình tiểu sử sản xuất năm 1998, nói về cuộc đời của người mẫu Gia Carangi, có sự tham gia của Angelina Jolie, Faye Dunaway, Mercedes Ruehl, và Elizabeth Mitchell. Phim được đạo diễn bởi Michael Cristofer, biên kịch bởi Cristofer và Jay McInerney. Nhạc nền phim được soạn bởi Terence Blanchard.

## Nội dung
Angelina Jolie vào vai siêu mẫu Gia Carangi, nổi tiếng ở New York những năm đầu thập niên 1980, sau đó nghiện ma túy và có một mối quan hệ đồng tính với Linda, nghệ sĩ trang điểm. Carangi chết trẻ và là một trong những phụ nữ nổi tiếng đầu tiên được biết là chết vì hậu quả từ bệnh AIDS.

## Diễn viên
- Angelina Jolie (Mila Kunis, trẻ) vai Gia Carangi
- Faye Dunaway vai Wilhelmina Cooper
- Mercedes Ruehl vai Kathleen Carangi
- Elizabeth Mitchell vai Linda
- Scott Cohen vai Mike Mansfield
- Edmund Genest vai Francesco Scavullo
- Alexander Enberg vai Chris von Wangenheim
- Louis Giambalvo vai Joseph Carangi
- Eric Michael Cole vai T.J.
- Kylie Travis vai Stephanie
- John Considine vai Bruce Cooper